# ヘッドレス・クロス
『ヘッドレス・クロス』（Headless Cross）は、ブラック・サバスが1989年に発表した14作目のスタジオ・アルバム。I.R.S.レコード移籍第1弾アルバムとして発表された。

## 解説
本作よりコージー・パウエルが加入。また、レコーディングではローレンス・コットルがベースを担当し、タイトル曲「ヘッドレス・クロス」のミュージック・ビデオにも参加したが、本作に伴うツアーではニール・マーレイがベースを弾き、マーレイはそのままバンドの正式メンバーとなった。「ホエン・デス・コールズ」ではブライアン・メイがギター・ソロを弾いている。
本作からのシングル「ヘッドレス・クロス」は、ブラック・サバスのシングルとしては7年振りに全英シングルチャート入りを果たし、62位に達した。なお、シングル「ヘッドレス・クロス」のB面には「Cloak and Dagger」が収録され、この曲はイギリス盤ピクチャー・ディスクのA面ラストにも収録された。
音楽評論家のEduardo Rivadaviaはオールミュージックにおいて「一言で言えば、ブラック・サバスのディスコグラフィのうちオジー・オズボーンやロニー・ジェイムス・ディオ時代の主要作以外の作品も認める聡明な方なら、そうしたアルバムについては『ヘッドレス・クロス』または価値のある前作『エターナル・アイドル』から入っていくべきだ」と評している。

## 収録曲
全曲ともブラック・サバス作。1.はインストゥルメンタル。
1. ザ・ゲイツ・オブ・ヘル - "The Gates of Hell" – 1:06
2. ヘッドレス・クロス - "Headless Cross" (Tony Iommi, Tony Martin, Cozy Powell) – 6:30
3. デヴィル・エンド・ドーター - "Devil & Daughter" (T. Iommi, T. Martin, C. Powell) – 4:42
4. ホエン・デス・コールズ -  "When Death Calls" – 6:56
5. キル・イン・ザ・スピリット・ワールド - "Kill in the Spirit World" – 5:11
6. コール・オブ・ザ・ワイルド - "Call of the Wild" – 5:19
7. ブラック・ムーン - "Black Moon" – 4:05
8. ナイトウイング - "Nightwing" – 6:35

## 参加ミュージシャン
- トニー・アイオミ - ギター
- トニー・マーティン - ボーカル
- ローレンス・コットル - ベース
- コージー・パウエル - ドラムス
- ジェフ・ニコルス - キーボード

アディショナル・ミュージシャン
- ブライアン・メイ - ギター・ソロ (on "When Death Calls")